# AHCC

α-1,4グルカン（R:HまたはR'CO-）

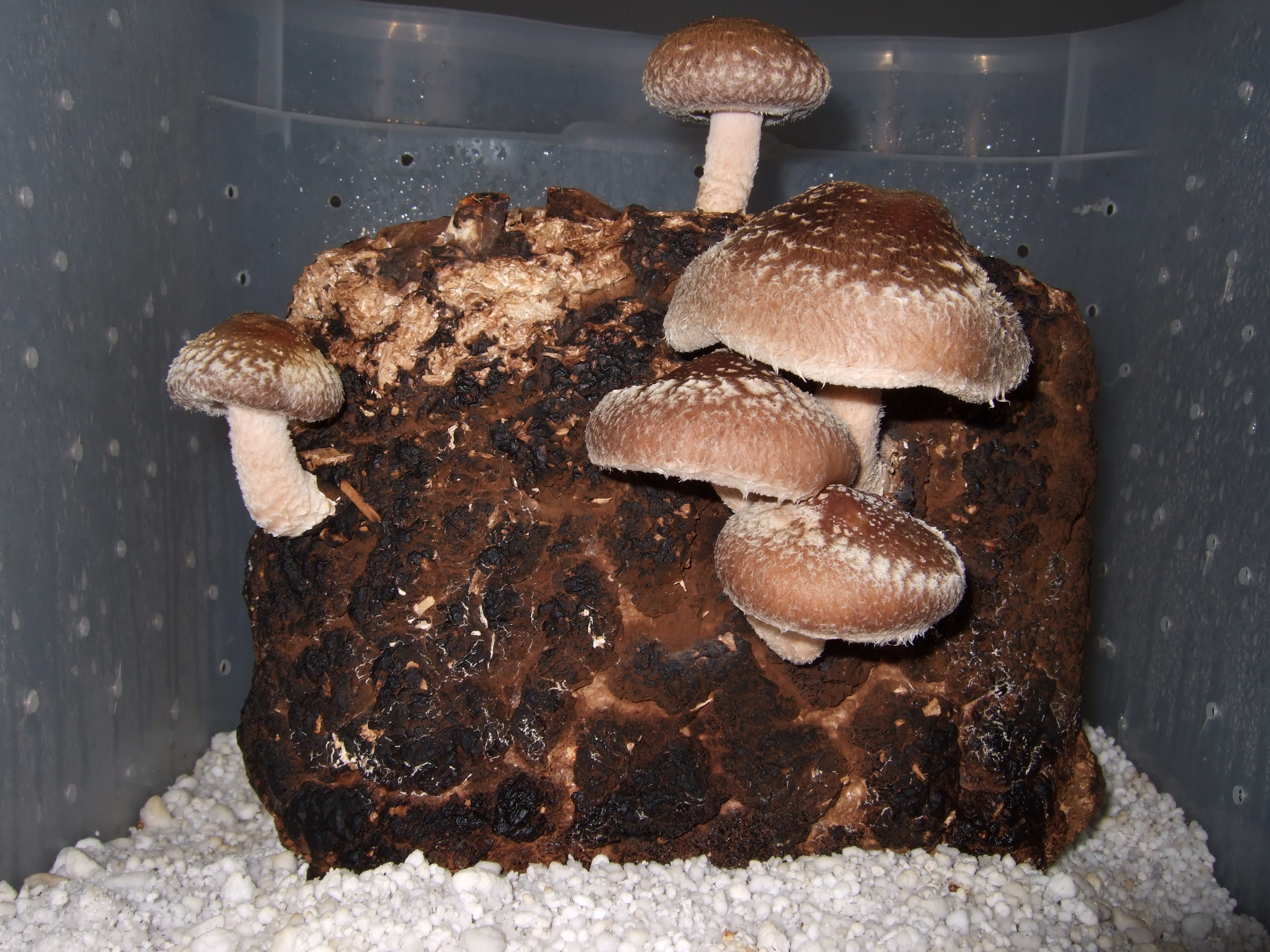
AHCCはシイタケ属に属する担子菌由来培養抽出物。

AHCC（活性化糖類関連化合物）は、シイタケ（Lentinula edodes）属に属する担子菌の菌糸体培養液から抽出されたα-グルカンに富んだ植物性多糖体の混合物である。
これは、医薬品ではなくいわゆる健康食品として、開発国の日本のみならずヨーロッパ、アメリカ、アジア、オセアニアなど広範囲で販売されており、補完代替医療の一手段としても取り入れられている。
1989年に株式会社アミノアップ（日本、札幌）と東京大学薬学部教授の岡本敏彦の共同研究によって開発され、その後、基礎、臨床試験が進み、1994年に北海道大学医学部教授（癌研病理）の細川真澄男（当時）らによって「AHCC研究会」が発足された。2002年には、関西医科大学第一外科のグループより、AHCCは外科的切除後の原発性肝がん患者の生存率を延長させるとの論文発表があった。
AHCCは、株式会社アミノアップが製造する健康食品の商標名である。

## 概要
AHCCの主な作用機序は宿主を介した自然免疫の活性化作用と考えられている。例えば21名の健康人ボランティアを対象に、プラセボコントロールの二重盲検での臨床試験では、AHCC摂取群において、ベースラインと比較して総樹状細胞数が増加したとの報告がある。 しかし、AHCCの機能性のすべてを免疫だけでは説明ができず、糖尿病、腸疾患、炎症など様々な動物モデルでの研究報告がなされている。

### AHCCの原料
AHCCの原料となる担子菌は、発売当初一部の販売業者より「数種類のキノコの菌をブレンドしたもの」と記載されたパンフレットなどが使用されていたようであるが,開発元の株式会社アミノアップからは、2006年に「原料の担子菌は1種類である」と正式にコメントされている。

### AHCCの製造工程
AHCCは、大型タンクで、担子菌の菌糸体を液体培養して得られる。培養日数は最終的には45-60日間に及ぶ。菌糸体は、予備培養によって菌糸体の塊であるコロニーを形成する。培養終了後に酵素反応、滅菌、濃縮、凍結乾燥などの工程を経て製品化される。
このAHCCの製造工程およびマネジメントはISO9001:2008,ISO22000:2005を含む国際的な品質や安全の標準化を厳守している。また、日本国内では財団法人日本健康・栄養食品協会の健康補助食品GMPを取得し、製造設備は医薬品製造に用いられる設備を導入するなど、厳格なシステムによって品質管理がなされている。

### 成分組成と構造

ＧＩサッカライド

AHCCは乾燥シイタケ（Lentinulla edodes）やアガリクス（Agaricus blazei Murill）と比較して、糖質を豊富に含むことが判明している。そして、この糖質成分は主に多糖類であると考えられている。
担子菌由来の機能性成分として一般に、β-グルカンが知られているが、AHCCにはβ-グルカンは0.2%程度しか含まれておらず、メシマコブ（Phellinus linteus）同様にα-グルカンが多く含まれている点で、他のキノコあるいはキノコ由来の食品と異なっている。中でも2位および3位の水酸基が部分的にアシル化されたα-1,4-グルカンの存在が報告されており、活性成分の一つであると考えられている。
この「部分アシル化α-グルカン」は、単に担子菌培養物の抽出によっては得られず、製造過程において、通常のα-グルカンが酵素的に修飾を受けて生じたものであると推定されている。
また、製造元である株式会社アミノアップでは、AHCC中の糖類関連成分（GIサッカライド：構造式）を特定しており、この成分と機能性に関する特許を申請している。

### 副作用
AHCCの原料である担子菌は、食用のシイタケの菌糸体であり、その食経験からも食品として安全であることが推察される。まれに軽度な吐き気を起こすこともあるが、重篤な副作用はこれまで確認されていない。
またAHCCは、その安全性を確かなものとするため、GLPに準拠した種々の安全性試験が実施されている。実験として、ラットによる
- 単回経口投与毒性試験
- 単回腹腔内投与毒性試験
- 4ヶ月反復毒性試験[3]
- 変異原性試験

そのほか、ハーバード大学において
- ヒト健常人に対する安全性試験（PhaseⅠ様試験）[4]

が実施されている。

## 健康とAHCC

### AHCCと免疫
AHCCは自然免疫や獲得免疫を調節することにより免疫サーベイランスを強化し、真菌や細菌、インフルエンザウイルスに対して感染防御作用を発揮する。
さらに最近では、AHCCと自然免疫の研究においてAHCCの主活性成分であるα-グルカン画分によって誘導されるIL-6応答やNK細胞の活性化はTLR2依存的であり、α-グルカン画分の受容体の一つがTLR2であることが示唆された。
関西医科大学第一外科の寺川直良らは21名の健康人を対象に、AHCC投与群10名（AHCC一日3g、4週間摂取）とコントロール（プラセボ）群11名に分け、二重盲検無作為化試験により、末梢血の樹状細胞数を評価した。その結果、NK活性や、インターフェロンやインターロイキンといったサイトカインの産生に差は見られなかったものの、AHCC投与群では総樹状細胞数ならびに骨髄性樹状細胞（DC1）数の増加、MLR（リンパ球混合培養反応）の増強を認めた。DC1は、ナイーブTリンパ球を介した抗がん作用において重要な働きをする細胞であり、AHCCががん患者の免疫応答を改善しうることが示唆される。
また、医療法人財団コンフォート病院会長の宇野克明医師は、Th1関連サイトカインの測定に際し、末梢血単核細胞にT細胞刺激因子であるPHAを添加して培養を行うと、AHCC摂取前には健常人対照と比し低値を示したIFN-γならびにIL-12において、摂取後は有意な産生能の増加を示すことを認めた。
これまでの動物実験においてAHCCの有効性が確認されている投与量は、100～1,000mg/kg/dayである。一方、がん患者を含むヒトに対する臨床研究では、一日1～6gの用量が採用されており、食品としての推奨摂取量もこの用量である。FDA（米国食品医薬品局）から公表されているガイダンスに基づき等価用量を算出すると、例えばAHCC500mg/kg/dayというマウスへの投与量は、60kgのヒトで一日2.5g用量に相当する。これは、動物実験における有効投与量と臨床研究での有効用量に乖離がないことを示すものである。

### AHCCとがん
AHCCは動物実験においてがんの転移を抑制し、薬剤による肝障害を改善することが報告され、臨床においてもNK細胞の活性化促進、樹状細胞（DC）の総数を上昇させる ことから、がん患者の治療におけるBRM（Biological Response Modifier：生物学的応答調節物質）としての効果が期待されている。
これらの背景をもとに関西医科大学第一外科教授の上山泰男らは、肝切除術を施行し、肝細胞がんと診断された患者222例中、おおよそ半数の113例がAHCCを摂取し、レトロスペクティブに予後を比較した。その結果、術後のAHCC摂取が、肝炎の改善、再発予防および生存率の改善などいくつかのパラメータで、統計学的に有意な効果を示すことを報告している。その他、膵がん、乳がんに対してもAHCCの効果が報告されている。
同時にタイ国立がん研究所のSuphon Manoromanaらは、AHCCは進行性肝がん患者の生存期間を延長させ、QOLを改善すると報告している。
また、関西医科大学外科講師の川口雄才らは、臨床で約7年間、消化器がんの術後補助療法としてAHCCを併用し、その有用性を検討した。その結果、胃がんではStageⅠAからStageⅢAまで、大腸がんではStage0からStageⅢaまで、累積5年生存率が他施設より上昇したと報告している。
そして、四国国立がんセンター泌尿器科の住吉義光らは、厚生労働省がん特別研究班として、初の「がんの代替医療の科学的検証と臨床応用に関する研究」プロジェクトにおいて、前立腺がん待機療法症例に対するAHCCによるヒト介入試験を実施した。平均年齢73.5歳の74例を対象として、AHCCを6ヶ月間摂取し、PSA値の変化、有害事象、QOLを評価した。その結果、74例中1例(1.3%)のみPSA値が50%以上減少し、副作用は下痢と皮膚掻痒感が1例ずつ認められたが、いずれも軽症で、摂食コンプライアンスはほぼ100%と良好であった。PSA値判定による直接的効果は認められなかったものの、ほぼPSA値変化はstableであり、安全性も良好で不安感の軽減効果も認められ、AHCCの有用性が報告された。
さらに、厚労省の同プロジェクトにおいて、現在、AHCCによる抗がん剤治療の副作用軽減に関する臨床試験が、大阪大学、金沢大学で実施中である。

### AHCCと抗がん剤

#### 抗がん剤との併用効果
臨床の現場でいわゆる健康食品が用いられる場合は、通常の治療と併用されることが多く、特にがん治療においては、化学療法と共に用いられる。AHCCについても抗がん剤との相乗効果を目的として使用されている。
北海道大学名誉教授の細川真澄男らは、化学療法によって起きる抗腫瘍免疫反応の抑制を回復させることを目的として、乳がん移植したラットにAHCCとUFT（テフガールとウラシルの合剤）を併用し治療効果を検討した。その結果、NK細胞とマクロファージが活性化され、ラット乳癌の原発巣の増殖と転移を抑制し、それはAHCCがPSKやレンチナンなどのBRMと同様に、宿主の自然免疫防御機構を回復させたかあるいは増強させたことによると報告している。
そして、テキサス大学付属病院MDアンダーソンがんセンターのJudith A. Smithらは、AHCCの肝臓代謝酵素に対する影響を調査した結果、抗がん剤などの他剤の代謝に与える影響の可能性は低いと結論付けている。また、AHCCとドキソルビシン併用における相乗的ながん細胞増殖抑制作用を示唆した。
このようにAHCCには、がん化学療法の補助療法として、その治療成績を向上させる作用が期待されている。エール大学 Zhinan Yinらは、自然免疫と獲得免疫の両方にAHCCが関与すると報告しており、細胞性免疫はもちろんのこと、自然免疫を増強することにより、抗がん剤の活性を補完している可能性が示されている。

#### 抗がん剤の副作用予防
現在臨床で使用されている多くのがん化学療法剤は、細胞増殖阻害活性が主な作用機序であるため、正常細胞にも作用が及び、あらゆる副作用をもたらしている。AHCCは、そういった化学療法剤による副作用を軽減する目的でも使用されることが多い。脱毛、食欲不振、吐き気、骨髄抑制、肝障害や腎機能傷害などが緩和されることが報告 されており、これらについては動物実験によって検証されている。
これは、AHCCが抗がん剤の有する長所を伸ばし、欠点を克服することができる機能性食品になり得る可能性を示唆するものである。一方、臨床試験においては、関西医科大学第一外科の柳本泰明らは、膵胆道がん患者の化学療法におけるAHCC服用の副作用軽減効果を検討し、コントロール群に比べ貧血やCRP値に有意な改善がみられ、さらに化学療法に伴う味覚異常が有意に軽減されたと報告している。よってAHCCは化学療法における副作用軽減に有用であり、QOL維持に役立つ可能性を示唆している。

### AHCCと感染症
AHCCは自然免疫、獲得免疫の両方に影響し、真菌類、細菌類のみならずウイルス感染に対しても有効であることが報告されている。
帝京大学医真菌研究センター教授の安部茂らは、Cyclophosphamide（CY）投与による好中球減少マウスモデルにおけるCandida albicans、緑膿菌およびメチシリン耐性黄色ブドウ球菌（MRSA）感染に対する予防投与効果を報告している。in vitroにおいてAHCCそのものには、C. albicansに対する抗菌活性が認められないことから、この効果はAHCCの宿主を介した作用、つまり宿主の感染抵抗性の増強作用によるものと考えられる。
また、ニューヨーク州立ビンガムトン大学Hernan AvilesらはKlebsiella pneumoniae感染に対する防御効果を報告しており、１７）外傷、感染あるいは飢餓による免疫低下やその他の生体への悪影響を改善する可能性があることを示唆している。さらに、ドレクセル大学において動物を用いたインフルエンザウイルスに対する感染実験では、NK活性の上昇が認められており、近年、鳥インフルエンザ や西ナイルウイルスの予防 にも効果的であることが報告されている。

### AHCCとスペースフライト
スペースフライトが免疫力に及ぼす影響を研究している米国Morehouse医科大学G.Sonnenfeldらは、AHCCをフライトモデルマウスに投与すると、それらの免疫力の向上と細菌感染に対する死亡率が低下することを報告し、機能性食品の宇宙食としてのAHCCの有用性を示している。実験は、まず感染の10日前からマウスにAHCCを投与し、その後、後肢を吊るし、スペースフライトと同様の負荷を与え、その間もAHCCを投与し続けた。懸垂状態にしてから2日目にLD50相当量の肺炎桿菌を感染させ、2週間免疫パラメータと感染症の状態について観察した。その結果、生存期間延長、NO産生増加、TNF-α・IL-1β産生が有意に向上し、AHCCは免疫低下・感染症への抵抗力低下が改善されることが示唆された。そして、宇宙で実施できる臨床試験は限られており、このような動物実験の後肢懸垂モデルは、宇宙における無重力に近い状態を再現することができ、生理学的に大変有用であると報告している。
さらにG.Sonnenfeldらは、脚部傷害感染モデルにおいて、AHCCは細菌感染に対して保護効果があることを報告している。その実験は、モデルマウスを用いて、感染前8日間AHCCを強制経口投与した。感染24時間前からマウスを絶食させ、さらに感染後6時間まで継続し、LD50相当量の肺炎桿菌を大腿部の筋肉内に感染させ、AHCC投与群とコントロール群で生存率を比較した。その結果、AHCCを前投与したマウスの生存率が大幅に延長され、サイトカインやリンパ球が増加し、免疫システムの全体的な活性化を誘導し、絶食を含む外科的感染症モデルにおいて、対応策として使用できることが明らかになった。
また、独立行政法人 医薬基盤研究所の難病・疾患資源研究部疾患モデル小動物研究室プロジェクト（代表：野村大成）では、宇宙放射線を含む宇宙環境の人体影響評価と防護に関する研究の中でAHCCによる放射線防護効果の可能性を示している。すなわち、2％のAHCC水溶液を経口摂取させたマウスに放射性セシウム137のγ線を照射したところ、AHCCを摂取させていない対照群と比較して白血病や腫瘍、胎児奇形の発生率が有意に低下したことを「宇宙利用シンポジウム2011（主催：宇宙航空研究開発機構）」で報告した。
以上から、スペースフライト感染モデルや外科的感染モデル、放射線照射において、AHCCは生存率を上げ、死に至る時間を延長し、さらには致死量感染に対する抵抗性を誘導した。これは、早期の非特異的なバランスある免疫反応や細菌の効果的なクリアランスにつながる白血球の再分布を誘導することによることを示唆している。